# Polypedilum paraviceps
Polypedilum paraviceps är en tvåvingeart som beskrevs av Niitsuma 1992. Polypedilum paraviceps ingår i släktet Polypedilum och familjen fjädermyggor. Inga underarter finns listade i Catalogue of Life.